# ニーハオ パオパオ
『ニーハオ パオパオ』は、ハタノヒヨコ作の漫画作品。

## 概要
講談社の漫画雑誌『なかよし』にて2005年6月号から2008年11月号にかけて連載された。また『なかよし』増刊枠の『なかよしラブリー』にも発表されたことがある。
『なかよし』本誌では4コマ漫画という形態を取っていたのに対し、『なかよしラブリー』ではショートストーリーという形態を取っていた。

## 内容
ひょんなことから巨大パンダ（と化した人間）・パオパオを引き取って養うはめになった小学5年生・ユキと、問題のパンダ・パオパオ、そして彼女たちの周囲の人間の、とてもアホな日常を描いたもの。

## 登場人物

### 主要人物
花田ユキ（はなだ ユキ）
小学5年生の女の子で、一応この物語の主人公。基本的には突っ込み役だが、ごくたまに豪快にボケる。
勉強は苦手だがパワフルで力持ち（これは母親譲り）。かわいいものが大好きでそれに目がない。同じクラスの山谷に恋心を寄せており、その為にありとあらゆる努力をするが、大抵は空回りで終わる。
パオパオ
巨大パンダ。性別は男。ものすごい食いしん坊。もともとは人間だったが、とある桃園のオーナーが大切にしていた「魔法の桃」を盗み食いしたため、桃園のオーナーの怒りを買い、パンダにされてしまった（本人によると彼が盗み食いした桃の数は200個や300個にも上るらしいが、本人には罪の意識は全くない）。
基本的にはボケ役だが、時折ユキの奇行に突っ込みをいれることもあり。妹のレイレイたちによると本来の人間の姿は山谷をも越えるかなりの美形だったらしい。パンダ生活が長いせいかたまに人間だったことを忘れる。

### ユキの関係者
ユキのママ
いかにもおばさんな外見と、何事にも動じない神経の持ち主。怒らせると大変なことになるが、本作の登場人物の中では最もまとも。
ユキのパパ
顔は割と二枚目だが、娘を溺愛する親馬鹿なあまり、ときどき奇行に走っては、ユキを困惑させる。ユキの意中の相手である山谷に嫉妬している。
山谷（やまたに）
ユキの憧れの人であるクラスメイト。容姿端麗かつ誰にでも気兼ねなく接する人当たりの良い性格もあり、ユキをはじめとするクラスの女子から高い人気を集めている。ちょっとナルシストの気があるが、それ以外は比較的常識人。
担任の先生
ユキのクラス担任である男性教師（担当教科は体育）。筋骨粒々で、よく自分の筋肉を自慢したがる。ユキのことは「元気で楽しい女の子」と評価している。

### パオパオの関係者
凛蘭（リンラン）
自ら所有していた桃園の桃を、パオパオに食い散らかされた怒りから、彼をパンダに変えた張本人。逃走したパオパオを捕らえるためには手段を選ばないが、なかなか成功しない。お供のサル2匹（2008年1月号では4匹に増加）と常に行動している。
仙女と名乗ってはいるが、実はドラァグ・クイーン（即ち男）であり、しかも本気で性転換を考えている（当初は魔法の桃の力で性転換を考えていたが、パオパオに食い散らかされたため、その目論見は大きく外れてしまった）。
一見すると下手な女性より美人だが、パオパオには鬼婆、レイレイたちにはゴリラ（或いは厚化粧）呼ばわりされている。また、凛蘭の実の性別を知るユキからはオッサン呼ばわりされたり、「凛蘭はオカマだから仙女ではない」と否定されている。
豆爺（まめじい）
パオパオのお目付け係の老人。名前の通り豆のようにとても小柄で、ユキからは小動物扱いをされている。神仙の術を使えるが、どこか外している（しかし凛蘭に捕まったパオパオとユキを助けるなど、ある程度役に立つところはある）。
レイレイ・メイメイ
パオパオの妹で、双子の姉妹。愛らしい容姿をしているが、兄同様のすごい食いしん坊で、おまけに食べ物がからむと怪力になる（凛蘭の檻を素手でぶっ壊すなど）。
兄やユキのことをとても慕っているが、ユキのことは「素手で熊を倒した格闘家」と勘違いしている。

## 単行本
講談社KCDXから全1巻が刊行されているが、「なかよし」に連載された4コマ漫画やショートコミックが単行本化されることは過去にあまり例がない。
今までに単行本化された例としては、『わんころべえ』（あべゆりこ、KCなかよし・ワイドKCなかよし、計5冊）や、『ゝゝこまめちゃん』（あなだもあ、KCなかよし、全3巻）などがある。また、派生誌も含めれば他にもいくつかの作品があるが、それでも「りぼん」（集英社）に比較すると少ない。